# Bundesstraße 43
Pour les articles homonymes, voir B43 et Route 43.
La Bundesstraße 43 (abrégé en B 43) est une Bundesstraße reliant Wiesbaden à Hanau.

## Localités traversées
- Wiesbaden
- Francfort-sur-le-Main
- Offenbach-sur-le-Main
- Hanau